# Moseek
I Moseek sono un gruppo musicale italiano nato nel 2010.

## Storia
I Moseek nascono nel 2010 ad Aprilia, nel Lazio. Nello stesso anno partecipano a numerosi festival e suonano in diversi locali italiani. La maggioranza dei loro testi sono in inglese. Tra il 2010 e il 2012 pubblicano l'EP Tableau e l'album Yes, Week-End, successivamente ristampati dalla Don't Worry Records in un unico album con il nome di Leaf. Nel 2012 il gruppo avvia un tour musicale in Inghilterra. Nel 2015 partecipano alla nona edizione di X Factor. Arrivano in semifinale, presentando così il singolo Elliott, che verrà remixato in seguito dal DJ Benny Benassi. Nel 2015 esce il loro secondo EP intitolato Moseek, omonimo della band.
Il 20 maggio 2016 esce il singolo Venice and Paris, che anticipa l'uscita dell'album Gold People, distribuito dalla Walkman Records e dalla Universal Music. Per la promozione di esso, viene intrapreso un mini-tour in Italia a partire dall'estate dello stesso anno.

### Mille
Nel 2020 la cantante Elisa Pucci (Velletri, 19 giugno 1984), nota precedentemente alla formazione del gruppo anche per aver partecipato da bambina allo Zecchino d'Oro, debutta come cantautrice solista con lo pseudonimo "Mille" per l'etichetta Warner Music Italy, in collaborazione col batterista del gruppo Davide Malvi. Ha pubblicato diversi singoli, in italiano, e un EP, in uno stile principalmente electro swing e pop d'autore, accompagnato da un look e diversi videoclip dall'immaginario vintage e rétro.

## Formazione
- Elisa Pucci – voce, timpano, chitarra, pianoforte
- Fabio Brignone – basso, synth, cori
- Davide Malvi – batteria, sequencer, cori

## Discografia

### Album in studio
- 2012 – Yes, Week-End
- 2013 – Leaf
- 2016 – Gold People

### EP
- 2010 – Tableau
- 2015 – Moseek

### Singoli
- 2014 – Steal Show
- 2015 – Blunder
- 2015 – Elliott
- 2016 – Venice and Paris
- 2016 – Starship Troopers
- 2017 – Tina (We Are Gold People)